# ميتش وايس
ميتش وايس (بالإنجليزية: Mitch Weiss)‏ هو صحفي أمريكي، ولد في 1959.